# 多面体 (期刊)
《多面体》（英语：Polyhedron）是同行评审的科学期刊，包含了无机化学领域。它在1955年创立，原名为《无机与核化学杂志》（英语：Journal of Inorganic and Nuclear Chemistry），由Elsevier出版。
根据期刊引证报告，《多面体》在2014年的影响因子为2.011。

## 拓展链接
- 官方网站